# Episodi di Mister Ed, il mulo parlante (quinta stagione)
La quinta stagione della serie televisiva Mister Ed, il mulo parlante (Mister Ed) è andata in onda negli Stati Uniti dal 4 ottobre 1964 al 16 giugno 1965 sulla CBS.
| nº | Titolo originale            | Prima TV USA     | Titolo italiano | Prima TV Italia |
| -- | --------------------------- | ---------------- | --------------- | --------------- |
| 1  | Hi-Fi Horse                 | 4 ottobre 1964   |                 |                 |
| 2  | Ed the Pool Player          | 11 ottobre 1964  |                 |                 |
| 3  | Ed Writes Dear Abby         | 18 ottobre 1964  |                 |                 |
| 4  | Tunnel to Freedom           | 25 ottobre 1964  |                 |                 |
| 5  | The Heavy Rider             | 30 dicembre 1964 |                 |                 |
| 6  | Ed the Pilot                | 6 gennaio 1965   |                 |                 |
| 7  | Animal Jury                 | 13 gennaio 1965  |                 |                 |
| 8  | What Kind of Foal Am I?     | 20 gennaio 1965  |                 |                 |
| 9  | Ed the Race Horse           | 27 gennaio 1965  |                 |                 |
| 10 | Ed's Juice Stand            | 3 febbraio 1965  |                 |                 |
| 11 | Like Father, Like Horse     | 10 febbraio 1965 |                 |                 |
| 12 | Ed the Stowaway             | 17 febbraio 1965 |                 |                 |
| 13 | Never Ride Horses           | 24 febbraio 1965 |                 |                 |
| 14 | Ed the Sentry               | 3 marzo 1965     |                 |                 |
| 15 | Ed's Diction Teacher        | 10 marzo 1965    |                 |                 |
| 16 | Ed the Godfather            | 17 marzo 1965    |                 |                 |
| 17 | Ed's Contact Lenses         | 24 marzo 1965    |                 |                 |
| 18 | The Dragon Horse            | 31 marzo 1965    |                 |                 |
| 19 | Ed's Cold Tail              | 7 aprile 1965    |                 |                 |
| 20 | The Bank Robbery            | 14 aprile 1965   |                 |                 |
| 21 | My Horse, the Mailman       | 28 aprile 1965   |                 |                 |
| 22 | Whiskers and Tails          | 5 maggio 1965    |                 |                 |
| 23 | Robin Hood Ed               | 12 maggio 1965   |                 |                 |
| 24 | Ed the Artist               | 19 maggio 1965   |                 |                 |
| 25 | Jon Provost Meets Mister Ed | 9 giugno 1965    |                 |                 |
| 26 | My Horse, the Ranger        | 16 giugno 1965   |                 |                 |

## Hi-Fi Horse
- Prima televisiva: 4 ottobre 1964

### Trama
- Guest star: Norman Leavitt (riparatore)

## Ed the Pool Player
- Prima televisiva: 11 ottobre 1964

### Trama
- Guest star: Thomas Gomez (Mr. Vernon / Chicago Chubby the Pool Hustler), Olan Soule (Mr. Gallagher)

## Ed Writes Dear Abby
- Prima televisiva: 18 ottobre 1964

### Trama
- Guest star: Abigail Van Buren (se stessa), Peter Brooks (Andy), Nick Stewart (Mr. Hawkins), Horace Brown (Mr. Buchanan)

## Tunnel to Freedom
- Prima televisiva: 25 ottobre 1964

### Trama
- Guest star:

## The Heavy Rider
- Prima televisiva: 30 dicembre 1964

### Trama
- Guest star: Mike Wagner (Herbert Banning)

## Ed the Pilot
- Prima televisiva: 6 gennaio 1965

### Trama
- Guest star: Robert Patten (Mr. Page), Harold Gould (psichiatra), Gene Tyburn (Putnam)

## Animal Jury
- Prima televisiva: 13 gennaio 1965

### Trama
- Guest star: Eleanor Audley (Zia Martha), Byron Foulger (Mr. Glorby), Ginny Tyler (Tootsie, voice)

## What Kind of Foal Am I?
- Prima televisiva: 20 gennaio 1965

### Trama
- Guest star: Barry Kelley (Mr. Hergesheimer), Hugh Sanders (detective Hawkins), Michael Ross (Roustabout), Gail De Cossi (Aerialist)

## Ed the Race Horse
- Prima televisiva: 27 gennaio 1965

### Trama
- Guest star: Irwin Charone (Mr. Dalzell)

## Ed's Juice Stand
- Prima televisiva: 3 febbraio 1965

### Trama
- Guest star: Robert Nunn (Steve), Neil Hamilton (Mr. Robard), Ben Welden (Joe), Nate Derman (Sandy), Richard Reeves (Charlie)

## Like Father, Like Horse
- Prima televisiva: 10 febbraio 1965

### Trama
- Guest star: George Barrows (Mr. Crawford)

## Ed the Stowaway
- Prima televisiva: 17 febbraio 1965

### Trama
- Guest star: Jack Bailey (Purser), Tiki Santos (Sam Manolua), David Cadiente (Mannikura)

## Never Ride Horses
- Prima televisiva: 24 febbraio 1965

### Trama
- Guest star: Barry Kelley (Mr. Hergesheimer), Joe Conley (Sam Easterbrook), Robert Nunn (Tommy)

## Ed the Sentry
- Prima televisiva: 3 marzo 1965

### Trama
- Guest star: Peter Hobbs (maggiore Wade), Bill Idelson (Hagan), Robert Stevenson (poliziotto), Nick Stewart (Park Attendant)

## Ed's Diction Teacher
- Prima televisiva: 10 marzo 1965

### Trama
- Guest star: George Ives (Mr. Pettigrew), Don Brodie (Barker)

## Ed the Godfather
- Prima televisiva: 17 marzo 1965

### Trama
- Guest star: Frank Wilcox (dottor Chadkin), A.G. Vitanza (Tony), John Lawrence (cliente)

## Ed's Contact Lenses
- Prima televisiva: 24 marzo 1965

### Trama
- Guest star: Howard Wendell (dottor Fosdick, Sr.), Roy Stuart (dottor Fosdick Jr.), Benny Rubin (Park Attendant)

## The Dragon Horse
- Prima televisiva: 31 marzo 1965

### Trama
- Guest star: Jimmy Ames (Joe, Driver)

## Ed's Cold Tail
- Prima televisiva: 7 aprile 1965

### Trama
- Guest star:

## The Bank Robbery
- Prima televisiva: 14 aprile 1965

### Trama
- Guest star: Marc Lawrence (Spike the Bank Robber), Harry Swoger (Shorty), Barbara Morrison (Mrs. Adams), Lisabeth Field (sportellista della banca)

## My Horse, the Mailman
- Prima televisiva: 28 aprile 1965

### Trama
- Guest star: Nick Stewart (postino), Richard Collier (Mr. Yates), Mickey Simpson (poliziotto)

## Whiskers and Tails
- Prima televisiva: 5 maggio 1965

### Trama
- Guest star: Sebastian Cabot (professore Thorndike), Meg Wyllie (Mrs. Weaver), Hazel Shermet (Marge Connors), Gregg Martell (Moving Man)

## Robin Hood Ed
- Prima televisiva: 12 maggio 1965

### Trama
- Guest star: Karl Lukas (poliziotto)

## Ed the Artist
- Prima televisiva: 19 maggio 1965

### Trama
- Guest star: Henry Corden (Schindler the Artist), John Banner (professore Meyerhoff)

## Jon Provost Meets Mister Ed
- Prima televisiva: 9 giugno 1965

### Trama
- Guest star: Jon Provost (se stesso), C. Lindsay Workman (Mr. Peters)

## My Horse, the Ranger
- Prima televisiva: 16 giugno 1965

### Trama
- Guest star: Flip Mark (Monk), George N. Neise (Jay Walsh), Keith Taylor (Chub), Robert Nunn (B.J.)